# Święty Roch

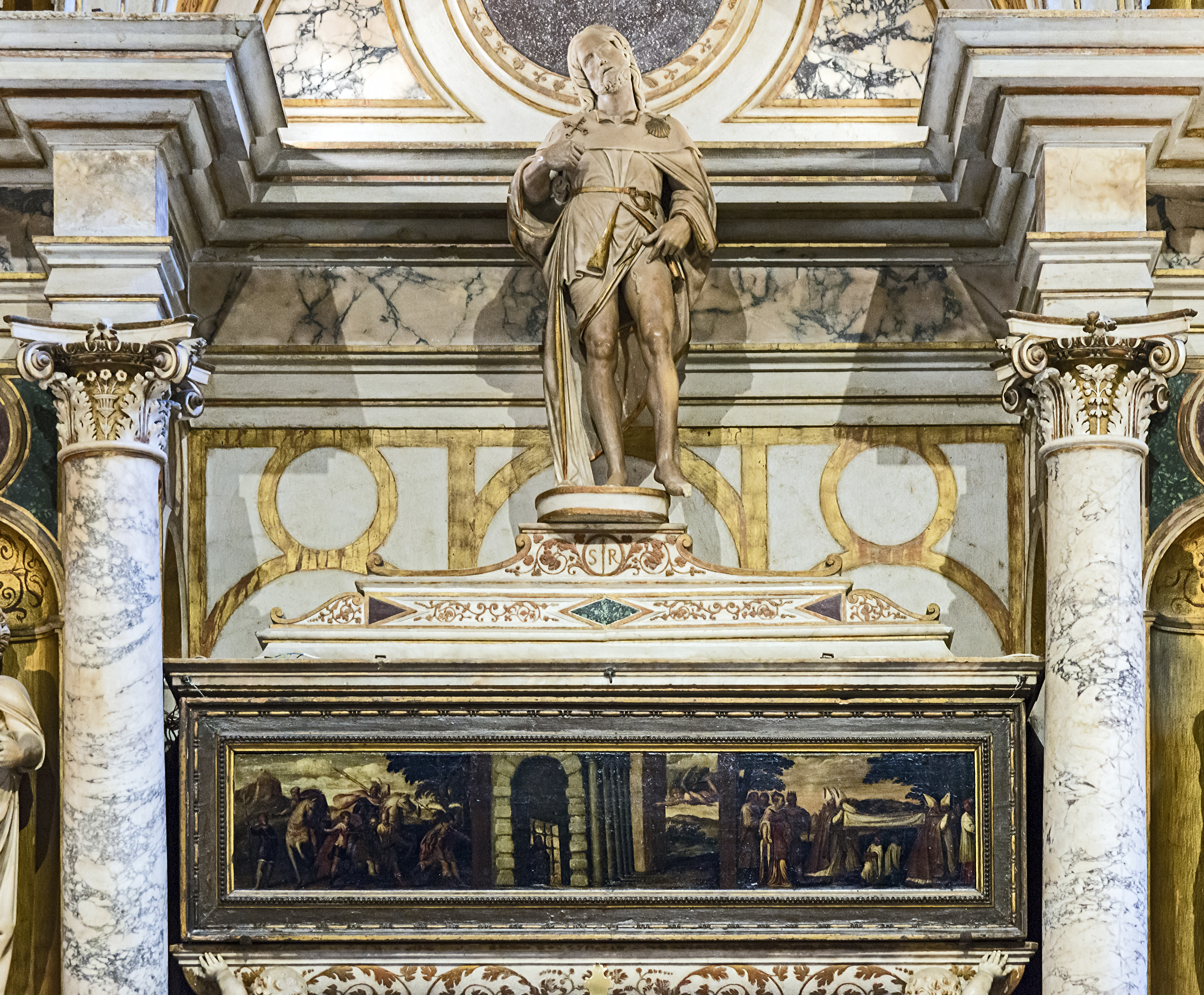
Grób świętego Rocha w Wenecji.

Święty Roch OFS (ur. w Montpellier we Francji, zm. przed rokiem 1420; w literaturze spotykana jest data urodzin przypadająca na rok 1295 oraz ok. 1345-1350, a data śmierci 1327 w Montpellier oraz 1377 lub 1378 w Voghera we Włoszech) – tercjarz franciszkański, święty Kościoła katolickiego.

## Życiorys
Roch urodził się jako jedyny syn rządcy Montpellier. W wieku 19 lat stracił oboje rodziców.
Po sprzedaniu znacznego majątku rodziców rozdał wszystko ubogim i wyruszył do Rzymu. We włoskim miasteczku Acquapendente zastała go epidemia dżumy. Tam w miejscowym szpitalu opiekował się zarażonymi.
W Rzymie spędził 3 lata, gdzie dokonał wielu cudownych uzdrowień.
W czasie powrotu do Francji zaraził się dżumą w Piacenzy. By nie zarażać innych, ukrył się w pobliskim lesie. Według podania wytropił go tam pies, który przynosił mu pożywienie. Miał wówczas cudownie wyzdrowieć. Udał się w drogę powrotną do Francji, lecz na granicy wzięty został za szpiega włoskiego, umarł potem w więzieniu nierozpoznany.

## Kult

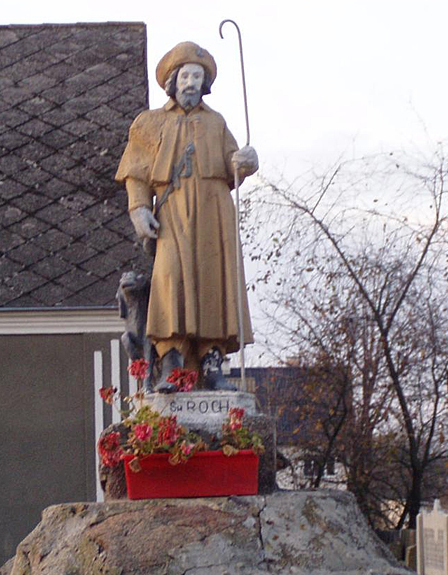
Figura Świętego Rocha w Lipnikach

W całej Europie zaczął się szerzyć kult św. Rocha.
W Polsce był czczony już w XV wieku, obok św. Sebastiana, i stał się patronem chroniącym od zarazy.
W tym czasie w Wenecji i Rzymie powstawały bractwa jego imienia. W Rzymie papież Aleksander VI wystawił ku jego czci kościół, papież Pius IV ufundował szpital, oddając go bractwu św. Rocha (1560). W szerzeniu kultu pomogli franciszkanie, ponieważ był tercjarzem franciszkańskim.
Papież Pius IX ogłosił św. Rocha patronem Montpellier. W 1585 papież Grzegorz XIII umieścił jego imię w Martyrologium Rzymskim. Powstała rodzina zakonna rochici. Wiele miast nosi nazwę na cześć świętego. Wybudowano tysiące kościołów i kaplic ku jego czci.
Patronat
Święty Roch jest patronem Montpellier, Parmy, Wenecji, Locorotondo, Sokołowa Podlaskiego, Zatora, Kazimierzy Wielkiej, aptekarzy, lekarzy, ogrodników, rolników i szpitali oraz brukarzy i więźniów.
Na ziemiach polskich czczony był przede wszystkim jako patron chroniący od zarazy, stąd w epoce staropolskiej były mu poświęcone liczne ołtarze, figury i kapliczki; opiekun zwierząt domowych. Patron Centrum Rehabilitacji w Łomży.
W Dolnej Nadrenii Roch był uznawany patrona kobiet ciężarnych oraz rodzących, a w Luksemburgu za opiekuna cukierników i żeglarzy. Jednocześnie w dawnych czasach rozwinięty był jego kult jako patrona od dżumy, chorób nóg, kolan oraz wścieklizny.
Ikonografia
W ikonografii św. Roch przedstawiany jest jako młody pielgrzym lub żebrak w łachmanach, z psem liżącym mu rany albo biegnącym obok. Często malowano i rzeźbiono go jako mężczyznę unoszącego swój płaszcz, aby ukazać dymienice, które były wówczas symbolem dżumy.
Jego atrybutami są: anioł, pies trzymający w pysku chleb, torba pielgrzyma, dwa klucze kapelusz.
Dzień obchodów
Wspomnienie liturgiczne w Kościele katolickim obchodzone jest 16 sierpnia.

## Roch w kulturze masowej
Postać św. Rocha występuje w filmach Jasminum oraz Historii kina w Popielawach, wyreżyserowanych przez Jana Jakuba Kolskiego.